# دمسيسة ثنائية التسنن
دمسيسة ثنائية التسنن أو أمبروزية ثنائية التسنن (الاسم العلمي:Ambrosia bidentata) هي نوع من النباتات تتبع جنس الدمسيسة من الفصيلة النجمية.